# Myodopsylla isidori
Myodopsylla isidori är en loppart som först beskrevs av Weyenbergh 1881.  Myodopsylla isidori ingår i släktet Myodopsylla och familjen fladdermusloppor. Inga underarter finns listade i Catalogue of Life.